# The Boomtown Rats
The Boomtown Rats is een muziekgroep rond de Ierse zanger Bob Geldof, opgericht in 1975 in Dún Laoghaire, County Dublin, Ierland. De oorspronkelijke naam van de groep was The Nightlife Thugs.

## Geschiedenis
De band had in 1978 een eerste grote hit met het nummer Rat Trap en had zijn grootste succes in 1979 met I Don't Like Mondays. Het nummer was geschreven naar aanleiding van een schietpartij door de 16-jarige Brenda Ann Spencer, die verklaarde dat ze "niet van maandagen hield".
De groep wist dit succes met latere singles als Banana Republic en Never in a Million Years niet te continueren.
Het eerste grote optreden van de band in Nederland was op het New Pop-festival in het Zuiderpark in Rotterdam op 10 september 1978.
De band ging in 1986 uit elkaar na een benefietconcert op Self Aid; Geldof begon een solocarrière.
In 2013 kwamen de Boomtown Rats echter weer bijeen. Ze brachten een verzamelalbum uit en gingen de studio in om nieuw materiaal op te nemen. 

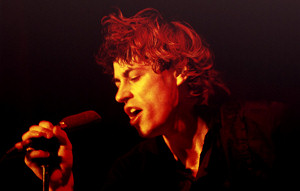
Zanger Bob Geldof in 1981

## (Oud-)leden
- Pete Briquette, basgitaar
- Gerry Cott, gitaar
- Simon Crowe, drums
- Johnnie Fingers, keyboard
- Bob Geldof, zang
- Garry Roberts, gitaar en zang

## Discografie

### Albums
| Album met eventuele hitnotering(en) in de Nederlandse Album Top 100         | Datum van verschijnen | Datum van binnenkomst | Hoogste positie | Aantal weken | Opmerkingen                                                 |
| --------------------------------------------------------------------------- | --------------------- | --------------------- | --------------- | ------------ | ----------------------------------------------------------- |
| The Boomtown Rats                                                           | 09-1977               | -                     |                 |              |                                                             |
| A tonic for the troops                                                      | 06-1978               | -                     |                 |              |                                                             |
| The fine art of surfacing                                                   | 09-10-1979            | 10-11-1979            | 30              | 6            |                                                             |
| Mondo bongo                                                                 | 01-1981               | -                     |                 |              |                                                             |
| V Deep                                                                      | 1982                  | -                     |                 |              |                                                             |
| Ratrospective                                                               | 1983                  | -                     |                 |              | Verzamelalbum                                               |
| In the long grass                                                           | 05-1984               | -                     |                 |              |                                                             |
| Greatest hits                                                               | 1987                  | -                     |                 |              | Verzamelalbum                                               |
| Loudmouth                                                                   | 1994                  | -                     |                 |              | Verzamelalbum                                               |
| The best of The Boomtown Rats                                               | 2003                  | -                     |                 |              | Verzamelalbum                                               |
| Live Rats 2013                                                              | 2013                  | -                     |                 |              | Live album                                                  |
| Citizens of Boomtown                                                        | 13-03-2020            | -                     |                 |              |                                                             |
| The Boomtown Rats in 'Dawn Of The Rats' (Demos, B-Sides And Live 1975-1979) | 12-04-2025            | -                     |                 |              | Record Store Day uitgave op LP in de kleur groen tranparant |

### Singles
| Single met eventuele hitnotering(en) in de Nederlandse Top 40 | Datum van verschijnen | Datum van binnenkomst | Hoogste positie | Aantal weken | Opmerkingen                 |
| ------------------------------------------------------------- | --------------------- | --------------------- | --------------- | ------------ | --------------------------- |
| Lookin' after No. 1                                           | 1977                  | -                     |                 |              |                             |
| Mary of the 4th form                                          | 1977                  | -                     |                 |              |                             |
| She's so modern                                               | 1978                  | -                     |                 |              |                             |
| Like clockwork                                                | 1978                  | -                     |                 |              |                             |
| Rat trap                                                      | 14-10-1978            | -                     |                 |              |                             |
| I don't like mondays                                          | 21-07-1979            | 18-08-1979            | 2               | 11           | Nr. 2 in de Single Top 100  |
| Diamond smiles                                                | 1979                  | 10-11-1979            | tip9            | -            | Nr. 42 in de Single Top 100 |
| Someone's looking at you                                      | 1980                  | 26-01-1980            | tip17           | -            | Nr. 48 in de Single Top 100 |
| Banana republic                                               | 1980                  | 29-11-1980            | tip3            | -            | Nr. 35 in de Single Top 100 |
| Up all night                                                  | 1981                  | -                     |                 |              |                             |
| The elephant's graveyard (Guilty)                             | 1981                  | -                     |                 |              |                             |
| Never in a million years                                      | 1981                  | 21-11-1981            | tip9            | -            |                             |
| House on fire                                                 | 1982                  | -                     |                 |              |                             |
| Charmed lives                                                 | 1982                  | -                     |                 |              |                             |
| Tonigh                                                        | 1984                  | -                     |                 |              |                             |
| Drag me down                                                  | 1984                  | -                     |                 |              |                             |
| Dave                                                          | 1984                  | -                     |                 |              |                             |
| A hold of me                                                  | 1985                  | -                     |                 |              |                             |

| Single met hitnotering(en) in de Vlaamse Ultratop 50 | Datum van verschijnen | Datum van binnenkomst | Hoogste positie | Aantal weken | Opmerkingen                 |
| ---------------------------------------------------- | --------------------- | --------------------- | --------------- | ------------ | --------------------------- |
| I don't like mondays                                 | 1979                  | -                     |                 |              | Nr. 3 in de Radio 2 Top 30  |
| Banana republic                                      | 1980                  | -                     |                 |              | Nr. 21 in de Radio 2 Top 30 |
| Never in a million years                             | 1981                  | -                     |                 |              | Nr. 24 in de Radio 2 Top 30 |

### NPO Radio 2 Top 2000
| Nummer met noteringen in de NPO Radio 2 Top 2000 | '99 | '00 | '01 | '02 | '03 | '04 | '05 | '06 | '07 | '08 | '09  | '10  | '11  | '12  | '13  | '14  | '15  | '16  | '17  |
| ------------------------------------------------ | --- | --- | --- | --- | --- | --- | --- | --- | --- | --- | ---- | ---- | ---- | ---- | ---- | ---- | ---- | ---- | ---- |
| I Don't Like Mondays                             | 479 | 437 | 584 | 644 | 770 | 646 | 746 | 710 | 759 | 685 | 1476 | 1338 | 1440 | 1707 | 1342 | 1846 | 1907 | 1788 | 1926 |

1. ↑  Een vetgedrukt getal geeft de hoogste notering aan.
2. ↑  Deze tabel is bijgewerkt tot en met de meest recente editie (2024).